# Collegio di Rushcliffe
Rushcliffe è un collegio elettorale inglese situato nel Nottinghamshire, nelle Midlands Orientali, e rappresentato alla Camera dei comuni del Parlamento del Regno Unito. Elegge un membro del parlamento con il sistema first-past-the-post, ossia maggioritario a turno unico; l'attuale parlamentare è James Naish del Partito Laburista, che rappresenta il collegio dal 2024.

## Estensione

Rushcliffe dal 2010 al 2024

- 1885-1918: parte della divisione sessionale di Nottingham.
- 1918-1950: i distretti urbani di Beeston, Carlton e West Bridgford, i distretti rurali di Leake e Stapleford, i distretti rurali che consistevano delle parrocchie di Kingston-on-Soar e Ratcliffe-on-Soar e nel distretto rurale di Basford le parrocchie civili di Awsworth, Barton-in-Fabis, Bilborough, Bradmore, Bunny, Burton Joyce, Clifton-with-Glapton, Colwick, Cossall, Gamston, Gedling, Gotham, Nuthall, Ruddington, South Wilford, Stoke Bardolph, Strelley, Thrumpton, Trowell e Wollaton.
- 1950-1955: i distretti urbani di Beeston and Stapleford e West Bridgford, e nel distretto rurale di Basford le parrocchie civili di Barton-in-Fabis, Bilborough, Bradmore, Bunny, Clifton with Glapton, Colwick, Costock, East Leake, Gedling, Gotham, Kingston-on-Soar, Normanton-on-Soar, Ratcliffe-on-Soar, Rempstone, Ruddington, Stanford-on-Soar, Sutton Bonington, Thorpe-in-the-Glebe, Thrumpton, West Leake, Willoughby-on-the-Wolds e Wysall.
- 1955-1974: il distretto urbano di Beeston and Stapleford, e nel distretto rurale di Basford le parrocchie civili di Barton-in-Fabis, Bilborough, Bradmore, Bunny, Colwick, Costock, East Leake, Gedling, Gotham, Kingston-on-Soar, Normanton-on-Soar, Ratcliffe-on-Soar, Rempstone, Ruddington, Stanford-on-Soar, Sutton Bonington, Thorpe-in-the-Glebe, Thrumpton, West Leake, Willoughby-on-the-Wolds e Wysall.
- 1974-1983: il distretto urbano di West Bridgford, il distretto rurale di Bingham, e nel distretto rurale di Basford le parrocchie civili di Barton-in-Fabis, Bradmore, Bunny, Costock, East Leake, Gotham, Kingston on Soar, Normanton on Soar, Ratcliffe on Soar, Rempstone, Ruddington, Stanford on Soar, Sutton Bonington, Thorpe in the Glebe, Thrumpton, West Leake, Willoughby-on-the-Wolds e Wysall.
- 1983-2010: il borgo di Rushcliffe.
- 2010-2024: i ward del borgo di Rushcliffe di Abbey, Compton Acres, Cotgrave, Edwalton Village, Gamston, Gotham, Keyworth North, Keyworth South, Lady Bay, Leake, Lutterell, Manvers, Melton, Musters, Nevile, Ruddington, Soar Valley, Stanford, Tollerton, Trent, Trent Bridge, Wiverton e Wolds.
- dal 2024: i ward del borgo di Rushcliffe di Abbey; Bunny; Compton Acres; Cotgrave; Cropwell; Edwalton; Gamston; Gotham; Keyworth and Wolds; Lady Bay; Leake; Lutterell; Musters; Nevile and Langar; Newton; Radcliffe on Trent; Ruddington; Soar Valley; Tollerton e Trent Bridge.[1]

Il collegio copre la parte meridionale del Nottinghamshire.

## Membri del parlamento
| Elezione | Elezione             | Deputato        | Partito      |
| -------- | -------------------- | --------------- | ------------ |
|          | 1885                 | John Ellis      | Liberale     |
| Dic 1910 | Leifchild Leif-Jones |                 | Liberale     |
|          | 1918                 | Henry Betterton | Conservatore |
| 1934 (S) | Ralph Assheton       |                 | Conservatore |
|          | 1945                 | Florence Paton  | Laburista    |
|          | 1950                 | Martin Redmayne | Conservatore |
|          | 1966                 | Antony Gardner  | Laburista    |
|          | 1970                 | Kenneth Clarke  | Conservatore |
|          | 2019                 | Kenneth Clarke  | Indipendente |
|          | 2019                 | Ruth Edwards    | Conservatore |
|          | 2024                 | James Naish     | Laburista    |

## Elezioni

### Elezioni negli anni 2020
| Partito                    | Partito                                           | Candidato                  | Risultati 4 luglio 2024 | Risultati 4 luglio 2024 |
| Partito                    | Partito                                           | Candidato                  | Voti                    | %                       |
| -------------------------- | ------------------------------------------------- | -------------------------- | ----------------------- | ----------------------- |
|                            | Laburista                                         | James Naish                | 25 291                  | 43,80                   |
|                            | Conservatore                                      | Ruth Edwards               | 17 865                  | 30,94                   |
|                            | Reform UK                                         | James Grice                | 6 353                   | 11,00                   |
|                            | Verdi                                             | Richard Mallender          | 4 367                   | 7,56                    |
|                            | Lib Dem                                           | Greg Webb                  | 3 133                   | 5,43                    |
|                            | Indipendente                                      | Lynn Irving                | 549                     | 0,95                    |
|                            | Indipendente                                      | Harbant Sehra              | 186                     | 0,32                    |
|                            |                                                   |                            |                         |                         |
| Iscritti                   | Iscritti                                          | Iscritti                   | 79 160                  | 100,00                  |
| ↳ Votanti (% su iscritti)  | ↳ Votanti (% su iscritti)                         | ↳ Votanti (% su iscritti)  | 57 959                  | 73,22                   |
| ↳ Astenuti (% su iscritti) | ↳ Astenuti (% su iscritti)                        | ↳ Astenuti (% su iscritti) | 21 201                  | 26,78                   |
|                            |                                                   |                            |                         |                         |
|                            | Esito: collegio passa da Conservatore a Laburista |                            |                         |                         |

### Elezioni negli anni 2010
| Partito                    | Partito                                   | Candidato                  | Risultati 12 dicembre 2019 | Risultati 12 dicembre 2019 |
| Partito                    | Partito                                   | Candidato                  | Voti                       | %                          |
| -------------------------- | ----------------------------------------- | -------------------------- | -------------------------- | -------------------------- |
|                            | Conservatore                              | Ruth Edwards               | 28 765                     | 47,54                      |
|                            | Laburista                                 | Cheryl Pidgeon             | 21 122                     | 34,91                      |
|                            | Lib Dem                                   | Jason Billin               | 9 600                      | 15,87                      |
|                            | UKIP                                      | Matthew Faithfull          | 591                        | 0,98                       |
|                            | Indipendente                              | John Kirby                 | 427                        | 0,71                       |
|                            |                                           |                            |                            |                            |
| Iscritti                   | Iscritti                                  | Iscritti                   | 77 055                     | 100,00                     |
| ↳ Votanti (% su iscritti)  | ↳ Votanti (% su iscritti)                 | ↳ Votanti (% su iscritti)  | 60 505                     | 78,52                      |
| ↳ Astenuti (% su iscritti) | ↳ Astenuti (% su iscritti)                | ↳ Astenuti (% su iscritti) | 16 550                     | 21,48                      |
|                            |                                           |                            |                            |                            |
|                            | Esito: collegio confermato a Conservatore |                            |                            |                            |

| Partito                    | Partito                                   | Candidato                  | Risultati 8 giugno 2017 | Risultati 8 giugno 2017 |
| Partito                    | Partito                                   | Candidato                  | Voti                    | %                       |
| -------------------------- | ----------------------------------------- | -------------------------- | ----------------------- | ----------------------- |
|                            | Conservatore                              | Kenneth Clarke             | 30 223                  | 51,83                   |
|                            | Laburista                                 | David Mellen               | 22 213                  | 38,09                   |
|                            | Lib Dem                                   | Jayne Phoenix              | 2 759                   | 4,73                    |
|                            | Verdi                                     | Richard Mallender          | 1 626                   | 2,79                    |
|                            | UKIP                                      | Matthew Faithfull          | 1 490                   | 2,56                    |
|                            |                                           |                            |                         |                         |
| Iscritti                   | Iscritti                                  | Iscritti                   | 74 757                  | 100,00                  |
| ↳ Votanti (% su iscritti)  | ↳ Votanti (% su iscritti)                 | ↳ Votanti (% su iscritti)  | 58 311                  | 78,00                   |
| ↳ Astenuti (% su iscritti) | ↳ Astenuti (% su iscritti)                | ↳ Astenuti (% su iscritti) | 16 446                  | 22,00                   |
|                            |                                           |                            |                         |                         |
|                            | Esito: collegio confermato a Conservatore |                            |                         |                         |

| Partito                    | Partito                                   | Candidato                  | Risultati 7 maggio 2015 | Risultati 7 maggio 2015 |
| Partito                    | Partito                                   | Candidato                  | Voti                    | %                       |
| -------------------------- | ----------------------------------------- | -------------------------- | ----------------------- | ----------------------- |
|                            | Conservatore                              | Kenneth Clarke             | 28 354                  | 51,40                   |
|                            | Laburista                                 | David Mellen               | 14 525                  | 26,33                   |
|                            | UKIP                                      | Matthew Faithfull          | 5 943                   | 10,77                   |
|                            | Verdi                                     | Richard Mallender          | 3 559                   | 6,45                    |
|                            | Lib Dem                                   | Robert Johnston            | 2 783                   | 5,04                    |
|                            |                                           |                            |                         |                         |
| Iscritti                   | Iscritti                                  | Iscritti                   | 73 258                  | 100,00                  |
| ↳ Votanti (% su iscritti)  | ↳ Votanti (% su iscritti)                 | ↳ Votanti (% su iscritti)  | 55 164                  | 75,30                   |
| ↳ Astenuti (% su iscritti) | ↳ Astenuti (% su iscritti)                | ↳ Astenuti (% su iscritti) | 18 094                  | 24,70                   |
|                            |                                           |                            |                         |                         |
|                            | Esito: collegio confermato a Conservatore |                            |                         |                         |

| Partito                    | Partito                                   | Candidato                  | Risultati 6 maggio 2010 | Risultati 6 maggio 2010 |
| Partito                    | Partito                                   | Candidato                  | Voti                    | %                       |
| -------------------------- | ----------------------------------------- | -------------------------- | ----------------------- | ----------------------- |
|                            | Conservatore                              | Kenneth Clarke             | 27 470                  | 51,17                   |
|                            | Lib Dem                                   | Karrar Khan                | 11 659                  | 21,72                   |
|                            | Laburista                                 | Andrew Clayworth           | 11 128                  | 20,73                   |
|                            | UKIP                                      | Matthew Faithfull          | 2 179                   | 4,06                    |
|                            | Verdi                                     | Richard Mallender          | 1 251                   | 2,33                    |
|                            |                                           |                            |                         |                         |
| Iscritti                   | Iscritti                                  | Iscritti                   | 72 944                  | 100,00                  |
| ↳ Votanti (% su iscritti)  | ↳ Votanti (% su iscritti)                 | ↳ Votanti (% su iscritti)  | 53 687                  | 73,60                   |
| ↳ Astenuti (% su iscritti) | ↳ Astenuti (% su iscritti)                | ↳ Astenuti (% su iscritti) | 19 257                  | 26,40                   |
|                            |                                           |                            |                         |                         |
|                            | Esito: collegio confermato a Conservatore |                            |                         |                         |

### Elezioni negli anni 2000
| Partito                    | Partito                                   | Candidato                  | Risultati 5 maggio 2005 | Risultati 5 maggio 2005 |
| Partito                    | Partito                                   | Candidato                  | Voti                    | %                       |
| -------------------------- | ----------------------------------------- | -------------------------- | ----------------------- | ----------------------- |
|                            | Conservatore                              | Kenneth Clarke             | 27 899                  | 49,64                   |
|                            | Laburista                                 | Edward Gamble              | 14 925                  | 26,56                   |
|                            | Lib Dem                                   | Karrar Khan                | 9 813                   | 17,46                   |
|                            | Verdi                                     | Simon Anthony              | 1 692                   | 3,01                    |
|                            | UKIP                                      | Matthew Faithfull          | 1 251                   | 2,23                    |
|                            | Veritas                                   | Daniel Moss                | 624                     | 1,11                    |
|                            |                                           |                            |                         |                         |
| Iscritti                   | Iscritti                                  | Iscritti                   | 79 873                  | 100,00                  |
| ↳ Votanti (% su iscritti)  | ↳ Votanti (% su iscritti)                 | ↳ Votanti (% su iscritti)  | 56 311                  | 70,50                   |
| ↳ Astenuti (% su iscritti) | ↳ Astenuti (% su iscritti)                | ↳ Astenuti (% su iscritti) | 23 562                  | 29,50                   |
|                            |                                           |                            |                         |                         |
|                            | Esito: collegio confermato a Conservatore |                            |                         |                         |

| Partito                    | Partito                                   | Candidato                  | Risultati 7 giugno 2001 | Risultati 7 giugno 2001 |
| Partito                    | Partito                                   | Candidato                  | Voti                    | %                       |
| -------------------------- | ----------------------------------------- | -------------------------- | ----------------------- | ----------------------- |
|                            | Conservatore                              | Kenneth Clarke             | 25 869                  | 47,51                   |
|                            | Laburista                                 | Paul Fallon                | 18 512                  | 34,00                   |
|                            | Lib Dem                                   | Jeremy Hargreaves          | 7 395                   | 13,58                   |
|                            | UKIP                                      | John Brown                 | 1 434                   | 2,63                    |
|                            | Verdi                                     | Ashley Baxter              | 1 236                   | 2,27                    |
|                            |                                           |                            |                         |                         |
| Iscritti                   | Iscritti                                  | Iscritti                   | 81 873                  | 100,00                  |
| ↳ Votanti (% su iscritti)  | ↳ Votanti (% su iscritti)                 | ↳ Votanti (% su iscritti)  | 54 446                  | 66,50                   |
| ↳ Astenuti (% su iscritti) | ↳ Astenuti (% su iscritti)                | ↳ Astenuti (% su iscritti) | 27 427                  | 33,50                   |
|                            |                                           |                            |                         |                         |
|                            | Esito: collegio confermato a Conservatore |                            |                         |                         |

## Risultati dei referendum

### Referendum sulla permanenza del Regno Unito nell'Unione europea del 2016
|             | Collegio    | Lasciare UE % | Rimanere in UE % |
| ----------- | ----------- | ------------- | ---------------- |
|             | Rushcliffe  | 41,3%         | 58,7%            |
|             | Inghilterra | 53,3%         | 46,7%            |
| Regno Unito | 51,9%       | 48,1%         |                  |